# Mory
Localizada na região administrativa de Altos da França, no departamento de Pas-de-Calais, esta pequena comuna é conhecida por sua paisagem rural e tranquilidade. Ocupa uma área de 7,39 km² e conta com uma população estimada em algumas centenas de habitantes.

Situada no norte da França, a comuna Mory está estrategicamente posicionada perto de cidades maiores, como Arras e Bapaume, oferecendo fácil acesso a patrimônios históricos e culturais da região.